# Élections municipales de 1887 à Paris
Les élections municipales de 1887 à Paris se déroulent le 8 mai et 15 mai 1887.

## Mode de scrutin
Les conseillers de Paris sont élus pour une durée de trois ans, contrairement à ceux du reste de la France, élus pour une durée de quatre ans. L'élection se fait au scrutin uninominal majoritaire à deux tours dans le cadre du quartier. Chaque quartier administratif dispose ainsi d'un conseiller de Paris. Les maires et adjoints d’arrondissements sont nommés, conformément à la loi du 14 avril 1871 promulguée par le gouvernement d'Adolphe Thiers et qui prive Paris d'un maire. L’État administre directement la ville de Paris par le biais du préfet de la Seine et du préfet de Police.

## Contexte
À la suite des élections municipales de 1884, des conseillers précédemment membres du groupe regroupant les républicains modérés rejoignent le groupe autonomiste, qui domine avec 36 membres. Grâce au soutien des 9 conseillers républicains indépendants ce sont les autonomistes radicaux qui dominent les bureaux dirigeants du conseil municipal pendant la mandature, au détriment des modérés.

## Résultats
Le scrutin est marqué par le triomphe des républicains autonomistes, qui réalisent le meilleur score pour les radicaux depuis le début de l'élection du conseil municipal de Paris au suffrage universel. Ils disposent avec 46 sièges sur 80 pour la première fois d'une majorité absolue. De plus, ils sont renforcés à leur gauche par la progression importante des socialistes, également partisans de l'autonomie, qui conservent deux sortants et gagnent huit conseillers, pour un total de dix sièges. Ce basculement à gauche s'effectue aux dépens des républicains municipaux modérés, qui perdent vingt conseillers et se retrouvent avec seulement treize sièges. À droite les conservateurs et monarchistes gagnent un conseiller, obtenant en tout onze sièges.
Un groupe commun des autonomistes radicaux et socialistes est formé jusqu'en décembre 1877, date de son éclatement en raison de désaccords sur le niveau de radicalité de la politique à mener. 1887 est la dernière élection durant laquelle le clivage entre autonomistes et municipaux est structurant, car même si la revendication demeure dans les programmes d'autres thématiques s'imposent ensuite dans les débats.

## Sources
- Nobuhito Nagaï, « Chapitre III. Évolution politique du conseil municipal de Paris de 1871 à 1914 », dans Les conseillers municipaux de Paris sous la Troisième République (1871-1914), Éditions de la Sorbonne, coll. « Histoire de la France aux XIXe et XXe siècles », 21 mars 2017 (ISBN 978-2-85944-855-4, lire en ligne), p. 47–74
- Résultats du premier tour, publiés dans Le Petit Journal du 10 mai 1887
- Résultats du premier tour, publiés dans Le Petit Parisien du 10 mai 1887
- Résultats du premier tour, publiés dans Le Rappel du 10 mai 1887